# Tears (песня Clean Bandit)
«Tears» (с англ. — «Слёзы») ― сингл английской электронной группы Clean Bandit при участии певицы Луизы Джонсон. Он был выпущен 27 мая 2016 года. Это последний сингл с участием Нила Амина-Смита в качестве скрипача. Песня была включена во второй студийный альбом группы What Is Love?.

## История
Джек Паттерсон сказал: 
«Tears» ― это эпическая баллада о разрыве отношений. Я написал ее вместе с Сэмом Романом за пианино, и в течение года она превратилась из простой фортепианной мелодии в безумного зверя с меняющимися временными сигнатурами и ощущениями. Для меня эта песня тесно связана с 1990-ми.

## Музыкальное видео
В музыкальном видео группа находятся в комнате с горящими инструментами и водой на полу. На видео также изображена снежная сова, которая была одной из нескольких, кто ранее играл Хедвигу в фильмах о Гарри Поттере.

## Трек-лист
| №  | Название                           | Длительность |
| -- | ---------------------------------- | ------------ |
| 1. | «Tears» (featuring Louisa Johnson) | 3:45         |

| №  | Название                           | Длительность |
| -- | ---------------------------------- | ------------ |
| 1. | «Tears» (featuring Louisa Johnson) | 3:43         |

| №  | Название                           | Длительность |
| -- | ---------------------------------- | ------------ |
| 1. | «Tears» (featuring Louisa Johnson) | 4:01         |

| №  | Название                           | Длительность |
| -- | ---------------------------------- | ------------ |
| 1. | «Tears» (featuring Louisa Johnson) | 3:38         |

| №  | Название                           | Длительность |
| -- | ---------------------------------- | ------------ |
| 1. | «Tears» (featuring Louisa Johnson) | 6:03         |

| №  | Название                                        | Длительность |
| -- | ----------------------------------------------- | ------------ |
| 1. | «Tears» (featuring Louisa Johnson)              | 4:46         |
| 2. | «Tears (featuring Louisa Johnson)» (Radio Edit) | 3:14         |
| 3. | «Tears (featuring Louisa Johnson)» (Dub)        | 4:58         |

## Чарты
| Чарт(2016)                                  | Высшая позиция |
| ------------------------------------------- | -------------- |
| Argentina (Monitor Latino)                  | 12             |
| Бельгия/Фландрия (Ultratip Bubbling Under)  | 24             |
| Бельгия/Валлония (Ultratip Bubbling Under)  | 32             |
| Бельгия/Фландрия (Ultratop Dance)           | 19             |
| Бельгия/Валлония (Ultratop Dance)           | 38             |
| Чехия (Rádio — Top 100)                     | 15             |
| Чехия (Singles Digitál Top 100)             | 74             |
| Германия (GfK)                              | 95             |
| Венгрия (Dance Top 40)                      | 11             |
| Венгрия (Rádiós Top 40)                     | 21             |
| Венгрия (Single Top 40)                     | 6              |
| Ирландия (IRMA)                             | 21             |
| Израиль (Media Forest)                      | 1              |
| Latvia (Latvijas Top 40)                    | 6              |
| Netherlands (Dutch Top 40)                  | 26             |
| Нидерланды (Single Top 100)                 | 36             |
| Mexico Airplay (Billboard)                  | 8              |
| New Zealand Heatseekers (Recorded Music NZ) | 10             |
| Польша (Polish Airplay Top 100)             | 45             |
| Romania (Airplay 100)                       | 37             |
| Шотландия (OCC Scotland)                    | 3              |
| Словакия (Singles Digitál Top 100)          | 68             |
| Швеция (Sverigetopplistan)                  | 45             |
| Великобритания (OCC UK Dance)               | 3              |
| Великобритания (OCC UK Singles)             | 5              |
| США (Billboard Hot Dance/Electronic Songs)  | 17             |

| Чарт (2016)                               | Позиция |
| ----------------------------------------- | ------- |
| Argentina (Monitor Latino)                | 64      |
| Hungary (Dance Top 40)                    | 63      |
| Hungary (Single Top 40)                   | 55      |
| UK Singles (Official Charts Company)      | 33      |
| US Hot Dance/Electronic Songs (Billboard) | 46      |

| Регион                                                                      | Сертификация | Продажи |
| --------------------------------------------------------------------------- | ------------ | ------- |
| Италия (FIMI)                                                               | Золотой      | 25 000  |
| Великобритания (BPI)                                                        | Платиновый   | 705,612 |
| Данные о продажах + прослушиваниях приведены только на основе сертификации. |              |         |